# Бункер Йо
«Бу́нкер Йо» — український музичний гурт кінця 1980-х — початку 1990-х. Лауреат фестивалю «Червона рута» (1991, третє місце).

## Історія гурту
Івано-Франківський художник і бард Левко Бондар наприкінці 1989 року вирішив нарешті записати альбом власних пісень і зібрав по ресторанах міста найліпших музикантів: клавішників Ігоря Савина і Тараса Близнюка, басиста Зеньо Онуфреїва, гітариста Сергія Іванова та Богдана Маруду. Так виник гурт «Бункер Йо». Бункер тому, що гурт проводив репетиції у підвалі.
Результат спільної творчості — альбом «Ворожбит» — виявився химерним сплавом коломийок і традиційного радянського стьоб-року.
Популярність «Бункер Йо» здобув після «Червоної рути-91» (третє місце). Пісні «Явдоха», «Цьоця з Занзібару», «Ворожбити», «Гуцульський реп» зазвучали на всю Україну.
Розвити успіх «Бункерові» не вдалося — пісні з нового альбому 1992 року (запис БЗЗ) не стали такими популярними (хіба що твіст «Капелюх»). Та й людей в Бункері тоді поменшало — лишився Ігор Савин та новий гітарист, автор-виконавець Андрій «Фучік» Коробчук, котрий і очолив гурт.
У планах Левка Бондаря в той час була музика до п'єси Гната Хоткевича «Гуцульський рік».
Улітку 1995 року в студії «Мелос» (Львів) «Бункер Йо» розпочав запис чергового альбому у зовсім новому складі: Сашко Уницький (клавішні, сакс), Роман Зузанський (барабани), Роман Михайлишин (гітара), Богдан Савицький (бас). За рік стьоб-роковий альбом «Файно є» розтиражувала фірма «Київ-Євростар».